# نیلده یوتی
نیلده یوتی (انگلیسی: Nilde Iotti؛ ۱۰ آوریل ۱۹۲۰ – ۴ دسامبر ۱۹۹۹) سیاست‌مدار اهل ایتالیا و عضو حزب کمونیست ایتالیا (PCI) و بین سال‌های ۱۹۷۹ تا ۱۹۹۲ رئیس مجلس نمایندگان ایتالیا بود.